# HMS M23 Vinö
HMS M23 Vinö är en tidigare svensk minsvepare, numera lustjakt, som byggdes på Kungsörs Båtvarv och utrustades på Neglingevarvet i Saltsjöbaden 1941. Hon byggdes efter samma ritningar gjorda av Jac Iversen, som ett antal andra minsvepare ur 40-klassen under åren 1940–1942. Hon togs i bruk av Flottan den 1 november 1941 och tjänstgjorde därefter som minsvepare, bevakningsbåt och röjdykarfartyg  till 1983. Hon utrangerades 1989 och såldes samma år till en privatperson, som lät göra en ombyggnad till lustfartyg på Holms varv i Råå, varefter fartyget döptes till Emm XXIII. 
Fartyget köptes 2007 av Staffan Anderberg. EMM XXIII hade Helsingborg som hemmahamn fram november 2013, då familjen Fredriksson övertog ägandet. Fartyget hade Västra Hamnen i Malmö som hemmahamn fram till juli 2014, då hon lämnade Malmö för att ha Göteborg som bas för att renoveras på överbyggnader och däck.